# گاو-بیشوفسهایم
گاو-بیشوفسهایم (به آلمانی: Gau-Bischofsheim) یک شهر در آلمان است که در ماینتس-بینگن واقع شده‌است. گاو-بیشوفسهایم  ۱٬۹۶۷ نفر جمعیت دارد.

## خواهرخوانده
شهر لیرنه خواهرخواندهٔ گاو-بیشوفسهایم هست.